# آلشوبوگات
آلشوبوگات (به مجاری:  Alsóbogát) یک سکونتگاه مسکونی در مجارستان است که در شومودی واقع شده‌است.